# Окупація Греції країнами Осі

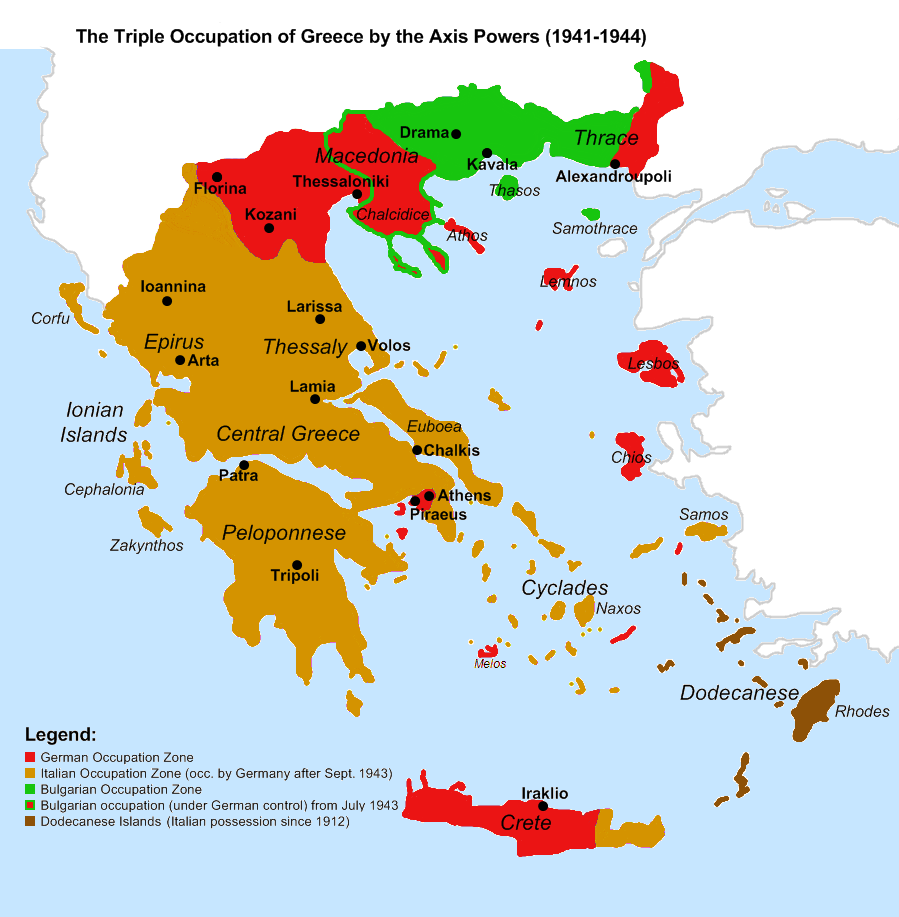
Три окупаційні зони: гірчичним кольором позначено італійську, червоним — німецьку і зеленим — територію, анексовану Болгарією. Італійську зону у вересні 1943 перебрали на себе німці.

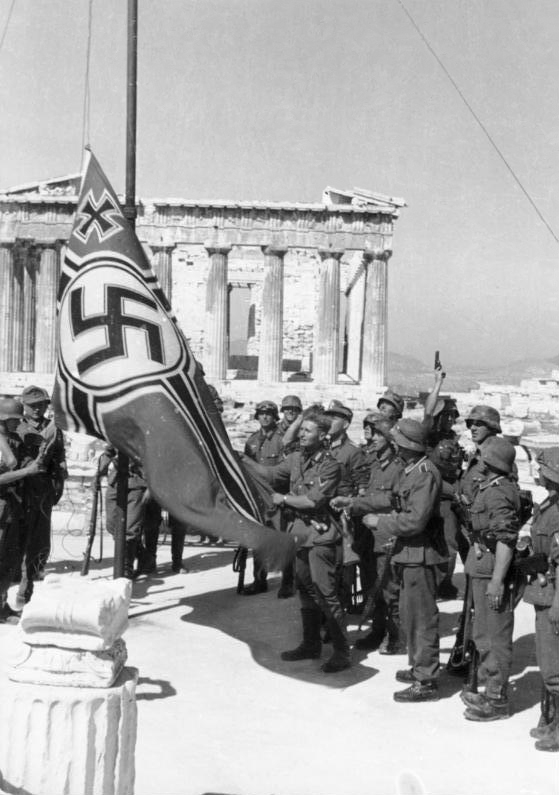
1941. Німецькі вояки піднімають німецький військовий прапор над Акрополем. Його в одному з перших актів опору зірвуть Маноліс Глезос і Апостолос Сантас.

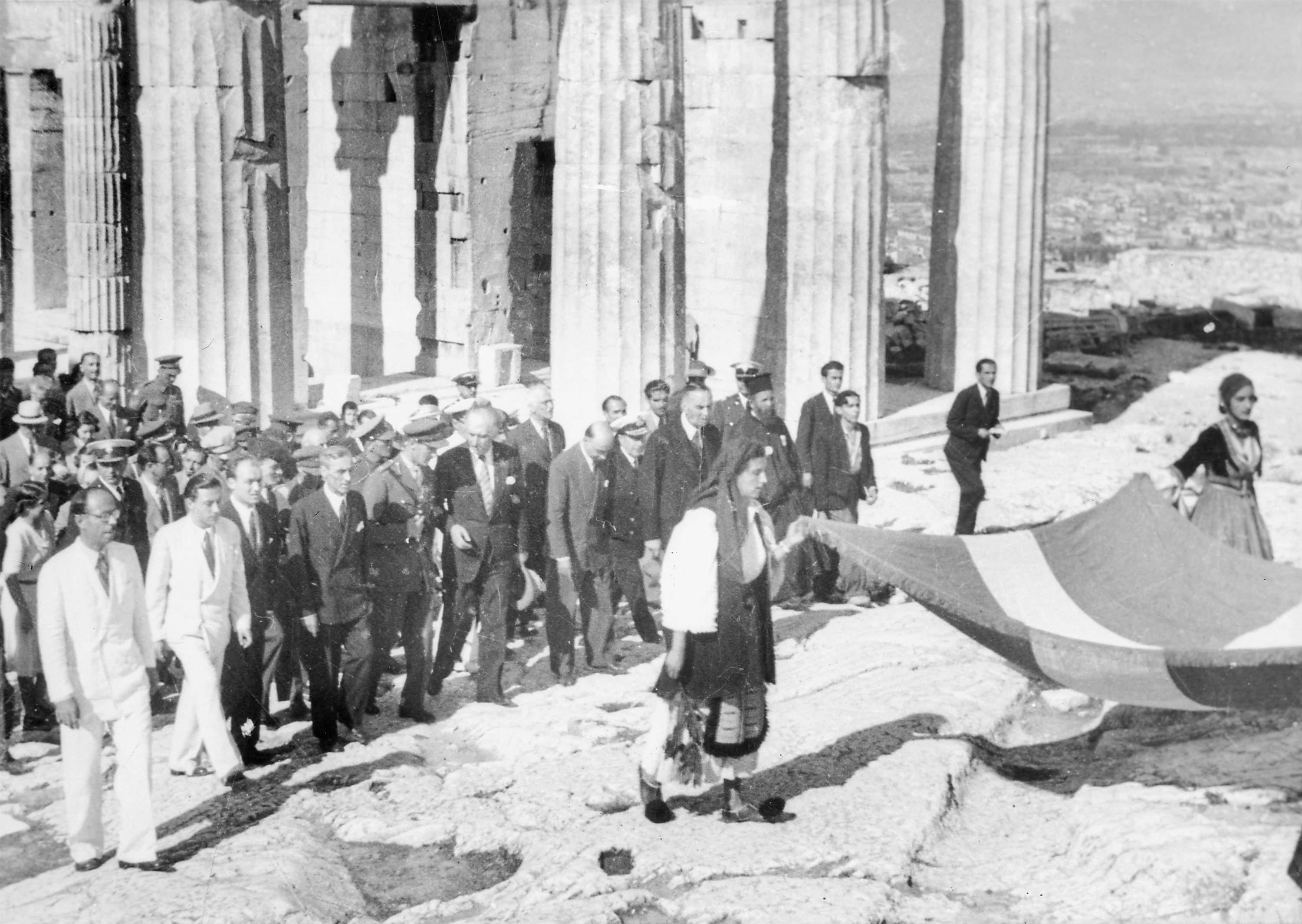
1944. Прем'єр-міністр Георгіос Папандреу та інші на Акрополі після визволення від нацистів.

Окупація Греції країнами Осі (грец. Η Κατοχή «Окупація») — період в історії Греції з квітня 1941 до червня 1945. Розпочався вторгненням у Грецію нацистської Німеччини, що прийшла на допомогу своєму союзнику фашистській Італії, яка вела війну з Грецією з жовтня 1940. Після завоювання Криту вся Греція до червня 1941 виявилася окупованою. На материку окупація тривала, доки Німеччина і її союзник Болгарія були змушені відступити під тиском союзників на початку жовтня 1944. Однак німецькі гарнізони зберігали контроль над Критом і деякими іншими Егейськими островами аж до і навіть після закінчення Другої світової війни в Європі, здавши ці острови в травні і червні 1945 року.

## Історія
Спочатку фашистська Італія оголосила війну і вдерлася в Грецію в жовтні 1940 року, але грецька армія спершу зуміла відтіснити сили вторгнення в сусідню Албанію, тодішній італійський протекторат. Нацистській Німеччині довелося втрутитися від імені свого союзника у Південній Європі. Навальний німецький «бліцкриг» у Греції почався у квітні 1941 року, доки більшість грецької армії була дислокована на албанському фронті, відбиваючи італійські контратаки, і до червня Греція зазнала розгрому. В результаті цього грецький уряд вирушив у вигнання і в країні було утворено колаборантський маріонетковий уряд. На додачу, територію Греції було розділено на керовані державами Осі окупаційні зони, з яких до німецької було зараховано найважливіші області країни, включно з Афінами, Салоніками і найбільш стратегічними Егейськими островами. Інші райони країни було передано партнерам Німеччини Італії та Болгарії.
Окупація зруйнувала грецьку економіку і принесла страшенні злигодні грецькому цивільному населенню. На великій частині Греції величезне руйнування торкнулося промисловості (80% якої було знищено), інфраструктури (28% руйнувань), портів, доріг, залізниць і мостів (90%), лісів та інших природних ресурсів (25%), а цивільні втрати становили 7,02% — 11,17% її громадян. Понад 40 000 мирних жителів загинули в Афінах тільки від голодування, десятки тисяч померли через репресії з боку нацистів та колаборантів. У той самий час виник грецький рух опору. Ці групи опору почали партизанські операції проти окупаційної влади, вони боролися проти колабораціоністських батальйонів безпеки, а також створили розгалужену розвідувальну мережу. До кінця 1943 року групи опору почали боротьбу між собою. Коли в жовтні 1944 року відбулося визволення материка, Греція перебувала в стані крайньої політичної поляризації, яка незабаром привела до спалаху громадянської війни. Подальша громадянська війна дала змогу багатьом чільним нацистським поплічникам не тільки уникнути покарання (через їхній антикомунізм), а й стати в кінцевому підсумку панівним класом післявоєнної Греції, після поразки комуністів.